# Recchia connaroides
Recchia connaroides là một loài thực vật có hoa trong họ Surianaceae. Loài này được (Loes. & Soler.) Standl. miêu tả khoa học đầu tiên năm 1923.